# Верхнеполтавский сельсовет
Верхнеполта́вский сельсове́т — сельское поселение в Константиновском районе Амурской области.
Административный центр — село Верхняя Полтавка.

## История
Законом Амурской области от 30 сентября 2005 года № 72-ОЗ муниципальное образование наделено статусом сельского поселения.
Законом Амурской области от 30 мая 2014 года № 369-ОЗ, Верхнеполтавский и Среднеполтавский сельсоветы объединены в Верхнеполтавский сельсовет.

## Население
| 2002 | 2010 | 2011 | 2012 | 2013 | 2014 | 2015 |
| ---- | ---- | ---- | ---- | ---- | ---- | ---- |
| 827  | ↘713 | ↘712 | ↘710 | ↘686 | ↘673 | ↗909 |
| 2016 | 2017 | 2018 | 2021 |      |      |      |
| ↘893 | ↘885 | ↘880 | ↘702 |      |      |      |

## Состав сельского поселения
| № | Населённый пункт | Тип населённого пункта       | Население |
| - | ---------------- | ---------------------------- | --------- |
| 1 | Верхняя Полтавка | село, административный центр | ↘635      |
| 2 | Средняя Полтавка | село                         | ↘245      |